# Hypera pandellei folwacznyi
Die Unterart Hypera pandellei folwacznyi ist der einzige Rüsselkäfer, der ausschließlich in Deutschland vorkommt. Er ist nur in einem kleinen Verbreitungsgebiet in der Rhön zu finden. Ein deutscher Trivialname ist nicht gebräuchlich. Ob das Taxon als Art Hypera folwacznyi oder Unterart Hypera pandellei folwacznyi klassifiziert werden soll, ist unter Taxonomen umstritten.

## Entdeckung, Namensgebung und Systematik
Das erste Exemplar wurde erst 1968 von dem Bad Hersfelder Entomologen Bronislaw Folwaczny im Schwarzen Moor in der Rhön entdeckt. Von Lothar Dieckmann wurde die neue Art 1975 als Hypera folwaczny wissenschaftlich beschrieben, wobei die Benennung nach dem Entdecker erfolgte. Die derart späte Entdeckung einer neuen Art in Deutschland, die zu den eher gut erforschten Rüsselkäfern gehört, für deren Verhältnisse recht groß ist und sich durch sehr eindeutige Merkmale von ähnlichen Arten in Deutschland unterscheidet, ist äußerst ungewöhnlich.
Die späte Entdeckung und Beschreibung hatte auch damit zu tun, dass das Verbreitungsgebiet als Grenzgebiet im geteilten Deutschland schwer zugänglich war.
Etwa zehn Jahre später fasste Horst Kippenberg mehrere nah verwandte Arten als Subspecies unter der Art Hypera pandellei zusammen, sodass die Art nun meist als Hypera pandellei folwaczyni bezeichnet wird. Diese Entscheidung ist allerdings nicht unumstritten. Die am nächsten vorkommenden Verwandten sind Hypera pandellei pandellei in den Pyrenäen und Hypera pandellei intermedia in der Zentralslowakei.

## Merkmale
Es handelt sich um einen 5,3–6,2 mm langen Rüsselkäfer von langovaler Gestalt. Die Körperoberfläche ist schwarz, darauf befinden sich schwarzbraune und hellgraue Schuppen und Haare, die einen fleckigen Gesamteindruck verursachen. Die Schuppen zeigen einen kupfernen Metallglanz, der seltener auch grünlich ausfallen kann. Besonders auffällig ist eine eckige Erweiterung auf der Innenseite der Vorderschenkel, der bei den Männchen als deutlicher Dorn ausgeprägt ist. Dabei handelt es sich um ein Merkmal der Untergattung Kippenbergia, die in Deutschland sonst nur durch den Nelken-Kokonrüssler Hypera arator vertreten ist. Diese Art ist jedoch sehr auffällig gezeichnet, so dass eine Verwechslung ausgeschlossen ist.

## Lebensweise
Die Käfer ernähren sich ausschließlich von den Blüten der Wiesen-Platterbse. Sie überwintern, erscheinen im späten Frühjahr und legen im Frühjahr Eier auf ihre Wirtspflanze. Im Sommer erfolgt die Eiablage, darauf entwickeln sich die Larven innerhalb von drei bis vier Wochen. Sie sind wie alle Rüsselkäferlarven beinlos, leben allerdings ähnlich wie Schmetterlingsraupen außen an der Wirtspflanze. Schließlich fertigen sie einen Sekretkokon an, indem sie sich verpuppen, bis nach nur einer Woche Puppenruhe die Käfer von Mitte Juli bis Mitte August schlüpfen.

## Verbreitung und Vorkommen
Das Areal umfasst nur Teile der Hochrhön und liegt im Dreiländereck von Bayern, Thüringen und Hessen. Ähnlich wie bei der ebenfalls in der Region endemischen Rhön-Quellschnecke wird vermutet, dass es sich um ein Glazialrelikt handelt, das nach Ende der Eiszeiten in den kühlen Höhenlagen überdauern konnte.

## Gefährdung
Die Unterart ist in Deutschland stark gefährdet. In Bayern ist sie als "Vom Aussterben bedroht" gelistet.
Da das kleine Verbreitungsgebiet des Käfers durch seine Bindung an das kühl-feuchte Klima der Rhön bedingt ist, ist davon auszugehen, dass die Art durch den Klimawandel bald aussterben könnte.